# HIIIT
HIIIT (voorheen Slagwerk Den Haag en Slagwerkgroep Den Haag) is een Nederlands ensemble dat hedendaagse slagwerkmuziek ontwikkelt en uitvoert en gevestigd is in Den Haag.
Het ensemble werd opgericht in 1977 als Slagwerkgroep Den Haag, presenteerde zich vanaf 2009 onder de naam Slagwerk Den Haag en sinds 2023 als HIIIT. Het ensemble speelde lang met vaste kernleden, maar werkt vandaag de dag in wisselende samenstellingen met nieuwe slagwerkers en slagwerkers uit de oorspronkelijke bezetting. De musici van HIIIT richten zich op het spelen, ontwikkelen en vernieuwen van hedendaagse slagwerkmuziek in de meest uiteenlopende vormen: van bestaand repertoire, via nieuwe opdrachten in samenwerking met componisten, tot onderzoek naar de grenzen en mogelijkheden van georganiseerd geluid en van nieuw instrumentarium. De concertprogramma ’s variëren van grote internationale samenwerkingsverbanden tot kleinschalige laboratoriumprojecten, van kamermuziekconcerten tot jeugdprogramma’s. Jaarlijks geeft het ensemble vijf tot acht compositieopdrachten. Regelmatig gaat HIIIT de samenwerking aan met andere ensembles en met andere kunstdisciplines (dans, theater, beeldende kunst). Als gespecialiseerd ensemble speelde HIIIT in vrijwel alle landen van Europa, de Verenigde Staten, het Midden-Oosten, Argentinië, Korea en Japan.

## Repertoire
Het repertoire omvat de brede westerse literatuur van slagwerkcomposities, van de eerste composities voor slagwerkensemble uit de eerste helft van de twintigste eeuw tot de grote slagwerksextetten van Iannis Xenakis. HIIIT droeg ook actief bij aan nieuw repertoire door samen te werken met  componisten als Mauricio Kagel, John Cage, Karlheinz Stockhausen en Steve Reich. Daarnaast kent HIIIT ook een actief opdrachtenbeleid onder zowel meer gevestigde namen uit de nieuwe muziek, als de jongste lichting componisten. Onder anderen de componisten Guo Wenjing, James Wood, Michael Gordon, Peter Adriaansz, Michel van der Aa, Yannis Kyriakides, Seung-Ah Oh, Kate Moore, Christopher Fox en Donnacha Dennehy schreven voor het ensemble. Vaak zijn er nieuwe instrumenten nodig voor een nieuwe compositie, die dan door of voor het ensemble worden gebouwd.

## Bezetting
Slagwerkers die regelmatig in uitvoeringen van HIIIT spelen, zijn Niels Meliefste, Pepe Garcia, Frank Wienk, Joey Marijs, Vitaly Medvedev, Ryoko Imai, Dirge Seçil Kuran, Marianna Soroka en Kalina Vladovska. De artistieke en zakelijke directie zijn in handen van respectievelijk Fedor Teunisse en Jeltsje In der Rieden.